# Orobanche denudata
Orobanche denudata là loài thực vật có hoa thuộc họ Cỏ chổi. Loài này được Moris mô tả khoa học đầu tiên năm 1828.